# Munchos
Los Munchos son un snack de papas fritas inglesas elaborado a partir de papas deshidratadas por Frito-Lay.
Los Munchos son algo similares a los Lay's Stax y Pringles, que también están hechos de patatas secas. Algunas reseñas dicen que esta papa frita se diferencia por su "sabor ligero y aireado", y tiene un sabor más salado que su versión más popular, Lay's. Los munchos también son kosher.

## Historia
Aunque originalmente se comercializaron de otra manera, las encarnaciones actuales de Munchos son en realidad más delgadas que la mayoría de las papas fritas, hasta el punto de ser ligeramente transparentes y contener bolsas de aire. Cuando se introdujeron por primera vez, se posicionaron como "un bocadillo de papa, más grueso que las papas fritas". Su forma ligeramente curva y textura rugosa facilitan su uso para mojar. Los ingredientes incluyen papas deshidratadas, aceite de maíz y/o girasol, harina de maíz, almidón de papa, sal, sulfato, niacina, mononitrato de tiamina, riboflavina y levadura. En 1969, 7,25 oz. La bolsa que se vendía por 59 centavos al por menor ahora se vende— a 2022  —por $2,29 a $3,29, y $1,49 por el de 2,25 oz. bolsa. Los Munchos originales debutaron unos meses después de Pringles, otra marca de producto que se identificaba como "patatas fritas" (un término que Pringles adoptó después de que Frito-Lay los demandara con éxito para evitar que nombraran su producto "patatas fritas"); las primeras descripciones de Munchos son muy similares a las de Pringles, con sus formas curvas y su construcción más gruesa. Lay's Stax, un refrigerio similar a las Pringles, también se comercializó como "papas fritas".

## Publicidad
Una campaña publicitaria de 1969 incluyó la frase "¡Es MUNCHOS!", dicha en voz alta. Los comerciales creados por Jim Henson presentaban a un portavoz llamado "Fred" (interpretado por Jim Henson) que hablaba sobre los Munchos y un monstruo llamado "Arnold" (interpretado por Jim Henson en un comercial,  Frank Oz en comerciales posteriores) que ansiaba los Munchos. El títere de Arnold eventualmente se convirtió en Cookie Monster en Barrio Sésamo, mientras que el títere de Fred luego se convirtió en Zelda Rose en El Show de los Muppets. 